# Mill Little
Mill Little (irisch An Muileann Beag) ist ein kleiner Megalithkomplex im Weideland etwa 50,0 m westlich des Cooleenlemane River und nördlich von Ballylickey im County Cork in Irland. Der Komplex besteht aus einem Steinkreis, einem Menhirpaar und drei Boulder Burials (auch Boulder Tombs).

## Der Steinkreis
Die 55 fünfsteinigen Kreise Irlands bestehen aus einer Ring- oder D-förmigen Anordnung von selten mehr als mittelgroßen Steinen, deren Anzahl stets fünf beträgt.
Der Steinkreis von Mill Little liegt nördlich der anderen Monumente in diesem Komplex. Der Kreis von etwa 2,5 m Innendurchmesser ist vollständig, jedoch mit abgebrochenen Eingangssteinen. Die fünf Orthostaten sind 1,2 bis 0,75 m hoch, 1,0 bis 0,6 m breit und 0,2 bis 0,15 m dick.

## Das Steinpaar
Die Nordost-Südwest orientierten Menhire stehen südöstlich der anderen Monumente, etwa 0,8 voneinander entfernt. Der nordöstliche Stein ist 0,75 m hoch, 0,7 m breit und 0,4 m dick. Der zweite Stein ist 1,2 m hoch, 0,45 m breit und 0,3 m dick.

## Die Boulder Burials
Boulder Burial 1 liegt etwa 2,0 m südwestlich des Steinkreises. Der Deckstein ist 1,5 m lang, 1,3 m breit und 1,2 m dick und ruht in Dreipunktauflage auf den Stützsteinen.
Boulder Burial 2 liegt 4,5 m südlich von Boulder Burial 1. Der Decksteinist 1,4 m lang, 0,9 m breit und 0,9 m dick. Die Stützsteine im Boden sind unsichtbar.
Boulder Burial 3 liegt 4,5 m südlich von  Boulder Burial 2. Der Deckstein ist 1,9 m lang, 1,5 m breit und 1,3 m dick. Zwei der Stützsteine liegen neben dem Stein.